# Maccabi Be'er Ja'akov FC
Maccabi Be'er Ja'akov Football Club (hebrejsky: מכבי באר יעקב) byl izraelský fotbalový klub sídlící ve městě Be'er Ja'akov. Klub byl založen v roce 2005, zanikl v roce 2014 díky finančním problémům.

## Umístění v jednotlivých sezonách
| Sezóny  | Liga                 | Úroveň | Z  | V  | R  | P  | VG | OG | +/- | B  | Pozice |
| ------- | -------------------- | ------ | -- | -- | -- | -- | -- | -- | --- | -- | ------ |
| 2011/12 | Liga Bet – sk. Jih B | 4      | 30 | 15 | 10 | 5  | 25 | 50 | +25 | 55 | 3.     |
| 2012/13 | Liga Bet – sk. Jih B | 4      | 30 | 22 | 5  | 3  | 75 | 28 | +47 | 71 | 1.     |
| 2013/14 | Liga Alef – sk. Jih  | 3      | 30 | 9  | 7  | 14 | 30 | 42 | -12 | 25 | 15.    |